# Silesia Półmaraton
Silesia Półmaraton – bieg uliczny na dystansie 21,097 km wiodący ulicami miast Górnego Śląska.
Silesia Półmaraton to jedyny w Polsce i Europie bieg na tym dystansie prowadzony ulicami trzech miast: Katowic, Siemianowic Śląskich i Chorzowa. Pomysłodawcą biegu i prowadzącym imprezę do dziś jest Bohdan Witwicki – biegacz, promotor aktywności fizycznej i sportu, prezes fundacji Silesia Pro Active.
Trasa Silesia Półmaraton posiada międzynarodowy atest. 

## Organizatorzy
Organizatorem biegu jest fundacja Silesia Pro Active.
Bieg należy do stowarzyszenia AIMS (Międzynarodowe Stowarzyszenie Maratonów i Biegów Ulicznych).
Zawody rozgrywane są pod honorowym patronatem:
- Ministerstwa Sportu i Turystyki,

- AIMS,
- Marszałka Województwa Śląskiego.

## Historia
Silesia Półmaraton to najstarszy bieg organizowany przez fundację Silesia Pro Active. Pierwsza edycja zawodów odbyła się w 2005 roku.
Trasa pierwszego półmaratonu wiodła alejkami katowickiej Doliny Trzech Stawów. Na metę jako pierwszy dobiegł Kenijczyk Richard Rotich. W zawodach wzięło udział ponad 400 uczestników. Na starcie kolejnego Półmaratonu 4energy (oficjalna nazwa pierwszych edycji półmaratonu) oraz biegu towarzyszącego na trasie długości 7 km, stanęło ponad 800 zawodników.
„Ślązacy chcą biegać” – tak skomentował zawody Jerzy Skarżyński – znany maratończyk, autor poradników biegowych i trener, który wziął udział w zawodach razem ze swoimi podopiecznymi, Agnieszką Gortel i Robertem Krzakiem.
Dwie kolejne edycje biegu były wyjątkowe – po raz pierwszy w Polsce bieg uliczny kończył się w hali sportowej. Meta w katowickim Spodku, do której prowadził czerwony dywan, koncerty muzyczne i wymagająca trasa to coś, co zapadło uczestnikom tamtych zawodów w pamięć. Imprezę honorowo otwierali znani olimpijczycy: Irena Szewińska, Szymon Ziółkowski i Jacek Wszoła.
Od roku 2017 miejscem startu i mety biegu jest Stadion Śląski – Narodowy Stadion Lekkoatletyczny.
Od roku 2019 bieg organizowany jest dzięki wsparciu głównego partnera, jakim jest Województwo Śląskie.
Bieg organizowany jest co roku, w pierwszą niedzielę października i towarzyszy dwóm innym biegom: Silesia Marathon (42,195 km) i Silesia Ultramarathon (50 km).
W 2024 roku Silesia Półmaraton zostanie zorganizowany w dwóch edycjach - wiosennej, której trasę poprowadzono na terenie miasta Katowice oraz jesiennej, której start i meta będą zlokalizowane na terenie Stadionu Śląskiego.

## Zwycięzcy Silesia Półmaraton[6]
| Edycja | Rok  | Mężczyźni                   | Czas     | Kobiety                       | Czas     |
| XX     | 2024 | Kennedy Kipkemoi Rono (KEN) | 01:08:05 | Barbara Pawełczak (POL)       | 01:19:24 |
| XIX    | 2024 | David Nillson (SWE)         | 01:09:07 | Anna Pawlikowska (POL)        | 01:24:06 |
| XVIII  | 2023 | Mateusz Mrówka (POL)        | 01:10:30 | Barbara Pawełczak (POL)       | 01:20:25 |
| XVII   | 2022 | Mateusz Mrówka (POL)        | 01:10:44 | Barbara Pawełczak (POL)       | 01:21:26 |
| XVI    | 2021 | Mateusz Mrówka (POL)        | 01:11:09 | Aleksandra Bańbor (POL)       | 01:29:33 |
| XV     | 2020 | Damian Drożdż (POL)         | 01:13:22 | Agnieszka Gortel-Maciuk (POL) | 01:19:22 |
| XIV    | 2019 | Ngeno Isaak Kimutai (KEN)   | 01:09:51 | Barbara Noga (POL)            | 01:24:50 |
| XIII   | 2018 | Paweł Kosek (POL)           | 01:13:09 | Katarzyna Golba (POL)         | 01:24:31 |
| XII    | 2017 | Jarosław Kożdoń (POL)       | 01:13:58 | Agnieszka Gortel-Maciuk (POL) | 01:20:32 |
| XI     | 2016 | Silas Too (KEN)             | 01:09:08 | Margaret Muringi (KEN)        | 01:22:28 |
| X      | 2015 | Moijo Kiptum (KEN)          | 01:08:37 | Valentyna Kiliarska (UKR)     | 01:23:43 |
| IX     | 2014 | Bartosz Karoń (POL)         | 01:10:40 | Katarzyna Golba (POL)         | 01:28:20 |
| VIII   | 2012 | Daniel Woch (POL)           | 01:08:28 | Ewa Kłosińska (POL)           | 01:27:16 |
| VII    | 2011 | Daniel Woch (POL)           | 01:12:32 | Natalia Jarawka (POL)         | 01:26:48 |
| VI     | 2010 | Radosław Dudycz (POL)       | 01:06:41 | Dominika Stawczyk (POL)       | 01:23:06 |
| V      | 2009 | Jacek Kurek (POL)           | 01:13:57 | Dorota Wyleciał (POL)         | 01:25:19 |
| IV     | 2008 | Joel Komen (KEN)            | 01:06:31 | Olena Burkowska (UKR)         | 01:16:35 |
| III    | 2007 | Paul Ngetich (KEN)          | 01:08:27 | Agnieszka Gortel (POL)        | 01:19:51 |
| II     | 2006 | Michael Karonei (KEN)       | 01:07:23 | Ewa Dederko (POL)             | 01:16:31 |
| I      | 2005 | Richard Rotich (KEN)        | 01:05:28 | Dorota Ustianowska (POL)      | 01:15:17 |